# Élection présidentielle slovaque de 2019
L'élection présidentielle slovaque de 2019 a lieu les 16 et 30 mars 2019 afin d'élire le président de la République slovaque. Le président sortant Andrej Kiska n'est pas candidat à sa réélection,.
Aucun candidat n'ayant recueilli plus de 50 % des suffrages au premier tour, un second est organisé deux semaines plus tard entre la candidate anti-corruption et pro-européenne du centre (PS) et de la droite (Sas, OĽaNO), Zuzana Čaputová, arrivée en tête du premier tour avec 40,6 %, et le candidat soutenu par le gouvernement de centre gauche (SMER-SD) Maroš Šefčovič, commissaire européen arrivé deuxième avec 18,7 % des suffrages.
Zuzana Čaputová remporte le second tour avec une large avance, réunissant plus de 58 % des suffrages. Le second tour connait par ailleurs la plus basse participation à une élection présidentielle qu'ait connu le pays, seuls 41,79 % des Slovaques s'étant rendus aux urnes. La passation du pouvoir le 15 juin 2019 voit Zuzana Čaputová devenir la première femme ainsi que la plus jeune personne à accéder à la présidence en Slovaquie.

## Contexte
L'élection se déroule un peu plus d'un an après que d'énormes manifestations pacifistes, faisant suite à l'assassinat de Ján Kuciak et de sa fiancée Martina Kušnírová, aient fait tomber le Gouvernement Fico III. Ján Kuciak était un journaliste d'investigation qui enquêtait sur les liens entre la 'Ndrangheta (la mafia calabraise) et plusieurs hommes d'affaires et hommes politiques slovaques, dont le ministre de l'intérieur en poste début 2018 Robert Kaliňák. Son enquête était probablement la raison pour laquelle Ján Kuciak et Martina Kušnírová ont été assassinés chez eux fin février 2018. L'absence de réaction sincère de la part du président du gouvernement Robert Fico — connu pour ses déclarations extrêmement violentes et ses insultes envers les journalistes — et des soupçons d'entrave à la justice de la part de Robert Kaliňák, ont provoqué de gigantesques manifestations pacifistes dans tout le pays, les plus grandes qui aient eu lieu depuis la Révolution de Velours de 1989. Cela a amené la démission de Kaliňák le 12 mars 2018 puis celle de Fico le 14 mars suivant, et donc de fait la chute du gouvernement. Cela a très fortement accentué le discrédit du SMER, le parti politique de Fico, déjà usé par 10 ans de pouvoir.

## Mode de scrutin
Le président de la République slovaque est élu au scrutin uninominal majoritaire à deux tours pour un mandat de cinq ans. Son rôle est largement symbolique, le pouvoir exécutif étant détenu par le président du gouvernement. Le président dispose cependant d'un droit de veto, ratifie les traités internationaux et nomme les plus hauts magistrats. Il est aussi le commandant en chef des forces armées.

## Candidats
- Milan Krajniak (en), Nous sommes une famille
- Juraj Zábojník (en), indépendant
- Béla Bugár, Most-Híd
- Bohumila Tauchmannová (sk), indépendante
- Zuzana Čaputová, Slovaquie progressiste, soutenue par Liberté et solidarité, Ensemble-Démocratie civique et Les Gens ordinaires et personnalités indépendantes (OĽaNO)
- Štefan Harabin, indépendant, ancien président de la Cour suprême de Slovaquie, ex Mouvement pour une Slovaquie démocratique (HZDS) de Vladimír Mečiar
- Maroš Šefčovič, soutenu par SMER – social-démocratie, vice-président de la Commission européenne
- Róbert Švec (en), indépendant
- Martin Daňo (sk), indépendant
- František Mikloško (sk), indépendant, soutenu par le Mouvement chrétien-démocrate et le Parti civique conservateur
- Eduard Chmelár (en), indépendant
- Marian Kotleba, Parti populaire « Notre Slovaquie »
- Ivan Zuzula (sk) #SIEŤ

## Sondages
| Date               | Institut  | Maroš Šefčovič | Zuzana Čaputová |
| ------------------ | --------- | -------------- | --------------- |
| 17–19 mars 2019    | Median    | 39,5 %         | 60,5%           |
| 16 mars 2019       | Focus     | 35,6 %         | 64,4 %          |
| 26–28 février 2019 | Focus     | 36,0 %         | 64,0 %          |
| 27 février 2019    | Restartup | 35,5 %         | 64,5 %          |
| 12–15 février 2019 | AKO       | 45,1 %         | 54,9 %          |
| 7–12 février 2019  | Focus     | 51,9 %         | 48,1 %          |
| 16–23 janvier 2019 | Focus     | 58,0 %         | 42,0 %          |

## Résultats
| Candidats              | Candidats              | Partis                              | Premier tour | Premier tour | Second tour | Second tour |
| Candidats              | Candidats              | Partis                              | Voix         | %            | Voix        | %           |
| ---------------------- | ---------------------- | ----------------------------------- | ------------ | ------------ | ----------- | ----------- |
|                        | Zuzana Čaputová        | Slovaquie progressiste              | 870 415      | 40,57        | 1 056 582   | 58,41       |
|                        | Maroš Šefčovič         | SMER – social-démocratie            | 400 379      | 18,66        | 752 403     | 41,59       |
|                        | Štefan Harabin         | Coalition nationale                 | 307 823      | 14,34        |             |             |
|                        | Marian Kotleba         | Parti populaire « Notre Slovaquie » | 222 935      | 10,39        |             |             |
|                        | František Mikloško     | Indépendant                         | 122 916      | 5,72         |             |             |
|                        | Béla Bugár             | Most-Híd                            | 66 667       | 3,10         |             |             |
|                        | Milan Krajniak         | Nous sommes une famille             | 59 464       | 2,77         |             |             |
|                        | Eduard Chmelár         | Indépendant                         | 58 965       | 2,74         |             |             |
|                        | Martin Daňo            | Indépendant                         | 11 146       | 0,51         |             |             |
|                        | Róbert Švec            | Indépendant                         | 6 567        | 0,30         |             |             |
|                        | Juraj Zábojník         | Indépendant                         | 6 219        | 0,30         |             |             |
|                        | Ivan Zuzula            | SIEŤ                                | 3 807        | 0,17         |             |             |
|                        | Bohumila Tauchmannová  | Indépendant                         | 3 535        | 0,16         |             |             |
|                        | Robert Mistrík         | Indépendant                         | 3 318        | 0,15         |             |             |
|                        | József Menyhárt        | Parti de la communauté hongroise    | 1 208        | 0,05         |             |             |
|                        |                        |                                     |              |              |             |             |
| Votes valides          | Votes valides          | Votes valides                       | 2 145 364    | 99,40        | 1 808 985   | 97,92       |
| Votes blancs et nuls   | Votes blancs et nuls   | Votes blancs et nuls                | 12 848       | 0,60         | 38 432      | 2,08        |
| Total                  | Total                  | Total                               | 2 158 859    | 100          | 1 847 417   | 100         |
| Abstention             | Abstention             | Abstention                          | 2 270 174    | 51,26        | 2 572 466   | 58,21       |
| Inscrits/Participation | Inscrits/Participation | Inscrits/Participation              | 4 429 033    | 48,74        | 4 419 883   | 41,79       |

Représentation des résultats du second tour :
| Zuzana Čaputová (58,41 %) |  |  | Maroš Šefčovič (41,59 %) |
| ▲                         |  |  |                          |
| Majorité absolue          |  |  |                          |

## Suites
Maroš Šefčovič reconnait sa défaite dès l'annonce des résultats, déclarant « Je viens d’appeler Mme  Čaputová pour la féliciter de sa victoire. Je lui envoie un bouquet de fleurs parce que la première femme présidente de la Slovaquie mérite un bouquet ».
Zuzana Čaputová, qui doit entrer en fonction le 15 juin suivant, prononce quant à elle un discours dans lequel elle appelle les Slovaques à s’unir. « Cherchons ce qui nous unit, plaçons la coopération au-dessus des intérêts personnels ». « Pour moi, cette élection a prouvé que l’on peut gagner sans attaquer ses adversaires et je crois que cette tendance se confirmera lors des élections au Parlement européen et des législatives slovaques l’année prochaine ». La candidate avait lors de la campagne pris fermement position contre la corruption, ainsi que pour la protection de l’environnement, le soutien aux personnes âgées et une réforme de la justice qui priverait « les procureurs et la police de toute influence politique ».